# Campionat del món d'escacs de 1921
El Campionat del món d'escacs de 1921 es va disputar mitjançant un matx entre l'aspirant José Raúl Capablanca de Cuba, i el campió regnant Emanuel Lasker de l'Imperi alemany.

## Context
El 1911, les negociacions entre els dos jugadors amb vista a organitzar un campionat del món a l'Havana van fracassar per falta d'acord sobre les condicions del matx. Ja l'any 1920, després dels nombrosos èxits de Capablanca en torneigs, Lasker va reconèixer la superioritat del cubà i abandonà el títol, però Capablanca va demanar, tanmateix, que el títol fos disputat en un matx. Aquest gest no va ser considerat legítim per alguns; fins i tot Capablanca va continuar intentant organitzar el matx per guanyar personalment el títol. El cubà va aconseguir convèncer Lasker perquè jugués, però aquest va posar la condició que ell fos considerat com el desafiador. Alguns autors, però, no reconeixen l'abandonament del títol i consideren que Lasker era el posseïdor del títol durant aquest matx.

## Matx
El matx es va jugar a l'Havana, Cuba. La primera partida va començar el 18 de març de 1921, i la darrera va començar el 28 d'abril de 1921.
Després de la catorzena partida (amb el marcador 9-5 a favor de Capablanca), Lasker va abandonar el matx, essent Capablanca coronat nou campió del món.
El matx es va programar al millor de 24 partides, amb les victòries comptant 1 punt, els empats ½ punt, i les derrotes 0, i acabaria quan un jugador arribés a 15½ o guanyés 8 partides. Si el matx acabés en un empat 12-12, el campió defensor (Lasker) retindria el títol.
| Jugador              | 1 | 2 | 3 | 4 | 5 | 6 | 7 | 8 | 9 | 10 | 11 | 12 | 13 | 14 | Total (Vic) |
| -------------------- | - | - | - | - | - | - | - | - | - | -- | -- | -- | -- | -- | ----------- |
| Emanuel Lasker       | ½ | ½ | ½ | ½ | 0 | ½ | ½ | ½ | ½ | 0  | 0  | ½  | ½  | 0  | 5 (0)       |
| José Raúl Capablanca | ½ | ½ | ½ | ½ | 1 | ½ | ½ | ½ | ½ | 1  | 1  | ½  | ½  | 1  | 9 (4)       |

Lasker va abandonar el matx prematurament quan perdia 9 a 5.